# 캄피오나토 페데랄레 디 프리마 카테고리아 1909
캄피오나토 페데랄레 디 프리마 카테고리아 1909는 12번째로 열리는 이탈리아 축구 리그의 최상위 대회이며, 본 시즌은 1909년 1월 10일에 시작하여 1909년 4월 25일에 종료했다. 우승구단은 프로 베르첼리이며, 두 번째 우승을 거두었다.
원래는 전통적 우승 타이틀인 "캄피오네 디탈리아"(이탈리아 챔피언)이 수여되지 않았다. 위 타이틀은 병행 리그였던 캄피오나토 이탈리아노 디 프리마 카테고리아 1909에 부여됐고, 본 시즌 우승 구단에게는 "캄피오나토 페데랄레 디탈리아"(이탈리아 연방 챔피언)이라는 신생 타이틀이 주어졌다.
외국 국적의 구단진과 선수들로 구성된 풋볼 클럽들이 캄피오나토 이탈리아노 참가를 보이콧 함으로 인해 (추후에 FIGC가 되는)FIF는 캄피오나토 이탈리아노 리그의 철폐와 더불어 연방 챔피언인 프로 베르첼리를 하나뿐인 챔피언으로 인정하기에 이른다.

## 시즌
본 토너먼트 대회는 페데라치오네 이탈리아나 델 풋볼(FIF)에서 주최한 열두 번째 이탈리아 축구 리그다.

### 소식
인테르나치오날레와 베네치아가 최초로 리그에 참가했다.

### 구성
이번 대회는 홈-어웨이의 방식이 유지되고, 각 네 지역에서 예선을 가져 지역 대표가 전국 단위의 결선에 진출하는 구성이 유지됐으며, 새롭게 베네토 지역 대표 구단이 참가한다.

### 대회

#### 두 리그
외국인들에게 열린 "캄피오나토 페데랄레"와 그렇지 않은 "캄피오나토 이탈리아노"라는 두 개의 병행 대회를 만드며 외국인 선수 출장 제약을 건 FIF의 시도는 1908시즌을 혼란스럽게 만들었고 외국 선수들에게서 '이탈리아 챔피언' 타이틀을 위해 경쟁할 권리를 앗아가고, 강제적으로 덜 알려진 "페데랄레 챔피언" 타이틀 쟁탈전으로 내몰았다는 연맹 결정에 이의를 제기한 밀란, 토리노, 제노아 구단의 참가 철회로 이어졌다. 1908년 9월 위 구단과 연맹 간의 중재 회의가 밀라노에서 열렸고, 두 대회 간의 법률상 차이를 없애기 위해 두 대회 명을 각각 "캄피오나토 이탈리아노 나치오날레"(이탈리아 국내 리그)와 "캄피오나토 이탈리아노 페데랄레"(이탈리아 연방 리그)로 바꿀 것을 제안했다.
그러나 1908년 11월 회합에서 반대파가 제안한 리그명 변경안은 기각됐으며 지난시즌 형식과 모두 동일하게 진행하기로 결정을 내렸다. 이러한 연맹의 모욕에 대한 풋볼 클럽의 대응은 좀더 전략적으로 바뀌었다. 지난 시즌에 했던 것과 정반대의 행동을 취했다. 그들은 캄피오나토 페데랄레에 전부 참가하여 페데랄레 대회를 부각되게 함과 동시에 캄피오나토 이탈리아노 불참은 유지하여 대중에게 이탈리아노 대회를 존재하지 않는 것처럼 보이게 하려는 전략을 취했고, 연맹과의 두번째 힘싸움을 내년으로 늦췄다.

#### 지역 예선
원래 첫 번째 경기가 1월 10일에 열렸고 제노아가 2-1로 승리를 거뒀고 그 다음주 2차전에서 1-1 무승부를 거두며 제노아가 본선 진출권을 가져가는 듯 했다.  하지만 FIF에서 불현듯 기술적 오류라는 이유로 1월 10일 경기를 무효화했고, 2월 7일에 재경기를 잡았고, 재경기는 무승부로 끝났다. 2월 21일 결정전에서 제노아가 승리를 거둬갔다.
심지어 피에몬테 지역 예선 최종 결정전 또한 취소와 연기로 점철됐다. 1차전이 1월 31일에 열렸고 프로 베르첼리가 후반 비스콘티와 프레시아의 득점에 힘입어 2-1로  승리를 챙겼으나 토리노 선수단이 경기 주심이 경기 종료 6분 전에 휘슬을 불었다는 기술적 오류를 이유로 FIF에 경기 무효를 항의했다. 그리고 이 항의가 받아들여지면서 재경기가 2월 7일에 베르첼리에서 열렸고 백색군단 프로 베르첼리가 다시 승리했다. 2차전은 1월 31일 1차전 경기 무효의 이유로 2월 14일로 연기가 됐고, 토리노를 덮친 강설과 이탈리아 총선 유세 기간과 겹치면서 1차전 후 1달이 넘어선 3월 14일에야 2차전을 치렀다.

#### 결선
지난 시즌 저항의 의미로 참가를 철회했던 풋볼 클럽들이 캄피오나노 페데랄레에 참가를 했음에도 불구하고 승리는 오직 이탈리아인들로만 구성된 프로 베르첼리에게 돌아갔다. 프로 베르첼리는 소위 '국제적인 척하는' 구단으로 불린 외국인 선수들이 있는 풋볼 클럽들의 불참에 힘입어 지난 시즌 우승을 거뒀었다. 프로 베르첼리는 모든 국적의 선수들이 참가할 수 있는 페데랄레 대회에서 오직 국내 선수들만으로 이뤄진 선수단으로 승리를 거두며 그 위용을 뽐냈다. 자국민에게만 열린 대회에 대한 연맹의 편애는 작은 구단들이 점차 많은 경험을 쌓게 만들었고, 국제적인 척하는 구단들 중에서는 유일하게 제노아 만이 예선을 통과할 수 있었다. 예선은 본래 2월 7일까지 마치고 전국 본선이 2월 14일에 시작하여 3월 7일에 끝나기로 되어있었으나, 폭설로 인한 경기 연기와 FIF가 경기 무효라 판단하여 경기 취소와 재경기를 진행하는 등의 악재가 발생하며 지역 예선이 길어졌다.
전국 단위의 본선은 베네토에 위치한 베네치아 구단이 참가하게 되면서 네 구단에 맞게 재설계됐다. 하지만 베네치아는 토리노, 밀라노, 제노아를 묶어 부르는 '공업 삼각지대'의 축구단의 현실과 맞닥뜨릴 준비가 돼 있지 못했다. 밀라네세에게 총 18골을 실점하며 고비를 마셨다. 제노아는 전년도 챔피언인 프로 베르첼리에게 패배했고, 결승전은 지난 시즌 결선에서 '이탈리아 챔피언'자리를 두고 대결을 펼쳤던 프로 베르첼리와 US 밀라네세가 다시 올라왔다. 이번 우승은 피에몬테 지역에서 올라온 밀라네세가 거두었으며, '페데랄레 챔피언'(캄피오네 페데랄레) 타이틀과 코파 오베르티 차카리아스 컵이 수여됐다. 이 후, '국제적인 척하는' 구단들의 방해활동과 더불어 프로 베르첼리 구단 마저도 외면한 캄피오나토 이탈리아노 디 프리마 카테고리아 1909가 흥행에 실패를 하며 (현 FIGC) FIF는 '이탈리아노 챔피언'인 유벤투스를 대체하여 프로 베르첼리를 '이탈리아 챔피언'으로 인정했다.

#### 리그 재결합
1909년 연맹 회의가 열렸고 두 페데랄레와 이탈리아노 리그를 단일 리그로 통합하고, 두 개의 타이틀을 부여하기로 결정했다. 1910년 이 후에는 두 타이틀 또한 하나로 통합됐다. 이와 더불어 FIGC는 유벤투스가 얻은 1908년 페데랄레 챔피언과 유벤투스와 프로 베르첼리가 얻은 1909, 1910년 이탈리아노 챔피언을 비공인하기로 한다.

## 참가 구단

### 리구리아
| 구단            | 도시   | 지난 시즌 |
| --------------- | ------ | --- |
| 안드레아 도리아 | 제노바 | - 캄피오나토 이탈리아노 디 프리마 카테고리아 결선 3위 - 캄피오나토 페데랄레 디 프리마 카테고리아 결승전 진출(비공인) |
| 제노아          | 제노바 | 전 시즌 불참 |

### 롬바르디아
| 구단             | 도시   | 지난 시즌                                           |
| ---------------- | ------ | --------------------------------------------------- |
| 인테르나치오날레 | 밀라노 | 첫 참가                                             |
| 밀란             | 밀라노 | 전 시즌 불참                                        |
| US 밀라네세      | 밀라노 | 캄피오나토 이탈리아노 디 프리마 카테고리아 결선 2위 |

### 피에몬테
| 구단          | 도시     | 지난 시즌 |
| ------------- | -------- | --- |
| 유벤투스      | 토리노   | - 캄피오나토 이탈리아노 디 프리마 카테고리아 피에몬테 예선 - 캄피오나토 페데랄레 디 프리마 카테고리아 우승(비공인) |
| 토리노        | 토리노   | 전 시즌 불참 |
| 프로 베르첼리 | 베르첼리 | 캄피오나토 이탈리아노 디 프리마 카테고리아 우승                                                                    |

### 베네토
| 구단     | 도시     | 지난 시즌 |
| -------- | -------- | --------- |
| 베네치아 | 베네치아 | 첫 참가   |

## 리구리아 예선
| 안드레아 도리아 | 1 – 1 | 제노아   |
| --------------- | ----- | -------- |
| 산타마리아 I    |       | 헤르조그 |

| 제노아                 | 3 – 3 | 안드레아 도리아                               |
| ---------------------- | ----- | --------------------------------------------- |
| 훅 (페널티) · 헤르조그 |       | 10′ 산타마리아 I · (페널티) 칼리 · 90′ 사르디 |

| 제노아          | 2 – 1 | 안드레아 도리아 |
| --------------- | ----- | --------------- |
| 후르니 · 라바노 |       | 데 마르키       |

### 결과
- 제노아가 리구리아-피에몬테 준결승전 진출.

## 롬바르디아 예선

### 순위
| 순위 | 팀               | 경기 | 승 | 무 | 패 | 득 | 실 | 차 | 승점 |
| ---- | ---------------- | ---- | -- | -- | -- | -- | -- | -- | ---- |
| 1    | US 밀라네세 (A)  | 2    | 2  | 0  | 0  | 5  | 1  | +4 | 4    |
| 2    | 밀란             | 2    | 1  | 0  | 1  | 4  | 5  | -1 | 2    |
| 3    | 인테르나치오날레 | 2    | 0  | 0  | 2  | 2  | 5  | -3 | 0    |

- 범례 :

  롬바르디아-베네토 준결승 진출

### 경기 결과
| 밀란                           | 3 – 2 | 인테르나치오날레      |
| ------------------------------ | ----- | --------------------- |
| 트레레 · 라나 74′ · 라이히 86′ |       | 69′ 가마 · 88′ 슐레르 |

| US 밀라네세                  | 3 – 1 | 밀란 |
| ---------------------------- | ----- | ---- |
| 레칼카티 · 보이오키 · 피치 I |       | 살라 |

| 인테르나치오날레 | 0 – 2 | US 밀라네세    |
| ---------------- | ----- | -------------- |
|                  |       | 5′, 42′ 피치 I |

#### 일정
| 홈 (1 라운드) | 홈 (1 라운드)     | 대진 1      |
|               |                   |             |
| 1월 10일      | 3-2               | 밀란-인테르 |
| 1월 10일      | 휴식: US 밀라네세 |             |

| 홈 (2 라운드) | 홈 (2 라운드) | 대진 2           |
|               |               |                  |
| 1월 17일      | 3-1           | US 밀라네세-밀란 |
| 1월 17일      | 휴식: 인테르  |                  |

| 홈 (3 라운드) | 홈 (3 라운드) | 대진 3             |
|               |               |                    |
| 1월 24일      | 0-2           | 인테르-US 밀라네세 |
| 1월 24일      | 휴식: 밀란    |                    |

## 피에몬테 예선

### 1차 시 예선
| 토리노    | 1 – 0 | 유벤투스 |
| --------- | ----- | -------- |
| 카프라 II |       |          |

| 유벤투스      | 3 – 1 | 토리노    |
| ------------- | ----- | --------- |
| 보렐 · 프레이 |       | 카프라 II |

| 유벤투스 | 0 – 1 | 토리노     |
| -------- | ----- | ---------- |
|          |       | 42′ 추피 I |

### 2차 주 예선
| 프로 베르첼리               | 2 – 1 | 토리노      |
| --------------------------- | ----- | ----------- |
| 비스콘티 41′ · 람피니 I 89′ |       | 62′ 추피 II |

| 토리노 | 0 – 1 | 프로 베르첼리 |
| ------ | ----- | ------------- |
|        |       | 67′ 람피니 I  |

### 결과
- 프로 베르첼리가 리구리아-피에몬테 준결승전 진출.

## 리구리아-피에몬테 준결승전
| 프로 베르첼리                    | 3 – 2 | 제노아        |
| -------------------------------- | ----- | ------------- |
| 비스콘티 7′, 73′ · 밀라노 II 65′ |       | 15′, 28′ 후그 |

| 제노아     | 1 – 1 | 프로 베르첼리 |
| ---------- | ----- | ------------- |
| 휘르니 19′ |       | 70′ 비스콘티  |

### 결과
- 프로 베르첼리가 결승전 진출.

## 롬바르디아-베네토 준결승전
| 베네치아 | 1 – 7 | US 밀라네세                                    |
| -------- | ----- | ---------------------------------------------- |
| 비반테   |       | 피치 · 보이오키 · 바리스코 · 레칼카티 · 베사나 |

| US 밀라네세 | 11 – 2 | 베네치아                |
| --- | ------ | ----------------------- |
| 보이오키 5′, 7′ · 피치 6′, 50′, 64′ · 베사나 30′, 48′, 73′ · 보바토 50′ (자책골) · 바리스코 62′ · 크레모네시 89′ |        | 67′ 비반테 · 85′ 피콜리 |

### 결과
- US 밀라네세가 결승전 진출.

## 결승전
| 프로 베르첼리 | 2 – 0 | US 밀라네세 |
| ------------- | ----- | ----------- |
| 비스콘티 (6)  |       |             |

| US 밀라네세       | 2 – 2 | 프로 베르첼리               |
| ----------------- | ----- | --------------------------- |
| 레칼카티 25′, 83′ |       | 9′ 람피니 I · 47′ 밀라노 II |

### 결과
- 프로 베르첼리 1909 연방 챔피언 (FIF가 추후에 이탈리아 챔피언으로 인정함)

### 우승 주역
| 포메이션 (2-3-5)                                                                            | 선수 (포지션)     |
| ------------------------------------------------------------------------------------------- | ----------------- |
| 인노첸티 비나스키 세르베토 아라 밀라노 I 레오네 밀라노 II 코르나 프레시아 비스콘티 람피니 I | 조반니 인노첸티   |
| 인노첸티 비나스키 세르베토 아라 밀라노 I 레오네 밀라노 II 코르나 프레시아 비스콘티 람피니 I | 안젤로 비나스키   |
| 인노첸티 비나스키 세르베토 아라 밀라노 I 레오네 밀라노 II 코르나 프레시아 비스콘티 람피니 I | 주세페 세르베토   |
| 인노첸티 비나스키 세르베토 아라 밀라노 I 레오네 밀라노 II 코르나 프레시아 비스콘티 람피니 I | 구이도 아라       |
| 인노첸티 비나스키 세르베토 아라 밀라노 I 레오네 밀라노 II 코르나 프레시아 비스콘티 람피니 I | 주세페 밀라노 I   |
| 인노첸티 비나스키 세르베토 아라 밀라노 I 레오네 밀라노 II 코르나 프레시아 비스콘티 람피니 I | 피에트로 레오네   |
| 인노첸티 비나스키 세르베토 아라 밀라노 I 레오네 밀라노 II 코르나 프레시아 비스콘티 람피니 I | 펠리체 밀라노 II  |
| 인노첸티 비나스키 세르베토 아라 밀라노 I 레오네 밀라노 II 코르나 프레시아 비스콘티 람피니 I | 카를로 코르나     |
| 인노첸티 비나스키 세르베토 아라 밀라노 I 레오네 밀라노 II 코르나 프레시아 비스콘티 람피니 I | 빈첸초 프레시아   |
| 인노첸티 비나스키 세르베토 아라 밀라노 I 레오네 밀라노 II 코르나 프레시아 비스콘티 람피니 I | 안니발레 비스콘티 |
| 인노첸티 비나스키 세르베토 아라 밀라노 I 레오네 밀라노 II 코르나 프레시아 비스콘티 람피니 I | 카를로 람피니 I   |